# Serendipity (방탄소년단의 노래)
《Serendipity》는 방탄소년단 멤버 중 한명인 지민이 솔로로 낸 곡이다. 그것은 원래 2017년 9월 17일에 그들의 앨범 중 하나인 Love Yourself 承 'Her'에 수록된 노래로 디지털로 발매되었는데, 2018년 8월 24일 Love Yourself 結 'Answer'에 완간판으로 발매되었다. 공식적으로 알려진 바에 따르면 hitman bang, Ashton Foster, Ray Michael Djan Jr., RM, 그리고 슬로우 래빗이 작사했다.

## 배경 및 발매
세렌디피티의 뮤비는 Love Yourself 承 'Her'의 수록곡으로 출시되었다. 트레일러가 발매되었을 때 "지민"과 "세렌디피티"는 세계적으로 유행했다. 라이브 방송을 하던 방탄소년단 멤버인 RM은 지민이 세렌디피티를 부르는 목표는 "자신을 보컬리스트로 알리려는 것"이었고 그로 인해 RM에게 조언을 구했다고 밝혔다. 이에 RM은 그의 시선에서 정보를 알려주었다. 뮤직비디오가 업로드되었을 때, 24시간 만에 700만 이상의 조회수를 기록했고 100만 이상의 좋아요를 받았다.

## 뮤직비디오
이 뮤직비디오는 이전에 Butterfly 노래의 안무로 함께 작업했던 Brian Puspos 와 최연석과 이원주가 감독했다. 그 밖의 주요 역할을 한 스태프에는 조명 담당인 신승훈, 사진담당인 남현우, 아트 디렉터인 박진실, 조명담당을 맡았던 서승욱이 있다.
음악적으로 이 노래는 관능적이고 부드럽게 묘사되어 있으며 섬세하고 전자적인 R&B의 힌트가 있다. 이 장르는 빌보드에 의해 대체적인 R&B라고 불렸고, 소개 버전은 2:20초지만 으로, 정식 버전은 4:36초이다. 그것은 A♭ major의 핵심이며 분당 87 비트이다. 중성적인 가사를 통해 당신의 꿈, 사랑, 정체성, 그리고 목적을 이야기했다.
Serendipity는 IZM이 꿈과 같은 품질을 가지고 있으며 기쁨, 신념 및 사랑의 호기심을 풀어 놓았다고 강조하면서 큰 호응을 얻었습니다. star2.com의 체스터 챈 (Chester Chin)은 이 노래가 "부드럽고 관능적 인 발라드"이며 그룹의 성숙함을 절묘하게 보여준 것이라고 밝혔다. 이 노래의 인트로 버전은 한국에서 114,128 장을 판매했으며, 미국의 디지털 판매에서 29위를 차지하였고, 정식 버전을 100,000 장 이상을 판매했다. 캐나다에서는 이전 버전이 발매 당시 39번째 베스트셀러였으며 전 세계적으로 8 번째 베스트 셀러였다.